# Erprather Mühle

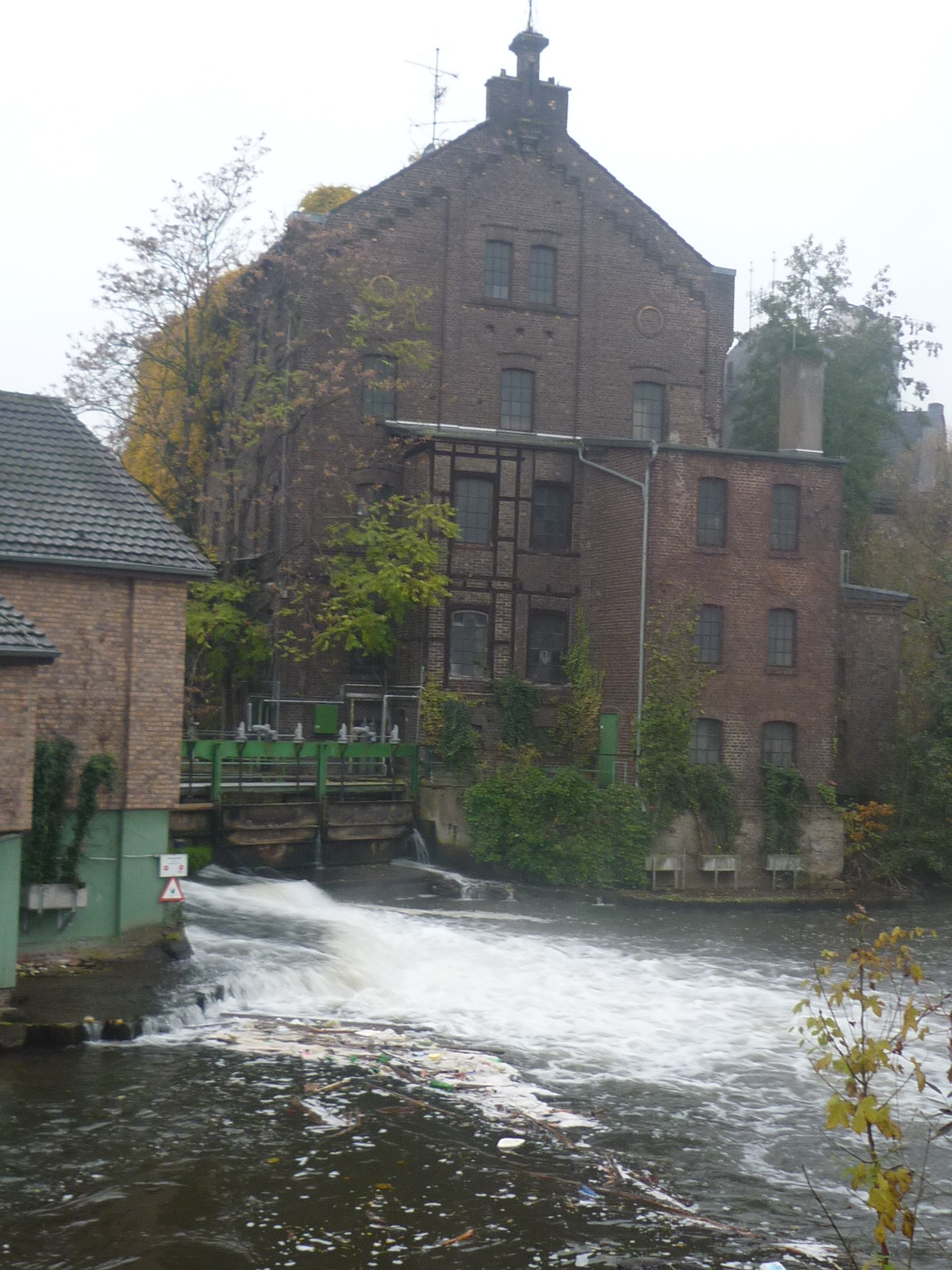
Erprather Mühle

Die Erprather Mühle ist eine Wassermühle an der Erft westlich von Weckhoven, Neuss. Die Mühlen an dieser Stelle gehen bis in das 13. Jahrhundert zurück. Heute werden hier Paniermehl und Panaden hergestellt.